# Lisa Genova
Lisa Genova (* 22. November 1970) ist eine US-amerikanische Neurowissenschaftlerin und Schriftstellerin.

## Leben
Lisa Genova absolvierte 1992 das Bates College im Fach Biopsychologie als Jahrgangsbeste und promovierte 1998 an der Harvard University in Neurowissenschaften. Nach der Promotion forschte sie auf dem Gebiet der Drogenabhängigkeit. Als ihre Großmutter an Alzheimer erkrankte, recherchierte Genova über diese Krankheit, fand aber nur medizinische Literatur darüber, nichts was ihr half, ihre Großmutter in dieser Situation besser zu verstehen. Daher nahm sie sich vor, später einen Roman über dieses Thema zu schreiben.
Sie heiratete und verließ nach der Geburt ihrer Tochter 2000 den Beruf, um Hausfrau und Mutter zu werden. Nach der Scheidung im Jahr 2004 beschloss sie, nicht wieder in ihren Beruf zurückzukehren, sondern den geplanten Roman zu schreiben. Nachdem sie für diesen Roman, Still Alice (dt. Mein Leben ohne Gestern), weder einen Verleger noch einen Agenten finden konnte, veröffentlichte sie ihn 2007 trotz Warnungen, dies würde ihrer Karriere als Schriftstellerin ein Ende bereiten, bevor sie richtig begonnen habe, im Selbstverlag bei iUniverse. 2009 wurde das Werk nach sehr positiven Kritiken bei Pocket Books (einem Verlag von Simon & Schuster) verlegt. Nach dem großen Erfolg von Still Alice beschloss sie, hauptberuflich Schriftstellerin zu werden.
Lisa Genova engagiert sich neben ihren Romanen dafür, Krankheiten – insbesondere Alzheimer und Chorea Huntington – zu entstigmatisieren und darüber aufzuklären. Zu diesem Zwecke trat sie in diversen Fernsehsendungen auf. Sie erschien auch in dem Dokumentationsfilm To Not Fade Away.
Sie bezeichnet sich als glücklich geschieden und lebt mit ihren Kindern in Cape Cod (Massachusetts).

## Werk
Passend zu ihrer wissenschaftlichen Ausbildung schreibt Lisa Genova Romane über Menschen mit neurologischen Krankheiten oder Problemen. Sie legt dabei Wert darauf, die Gefühlswelt dieser Menschen zu beschreiben, erwähnt aber auch die wissenschaftliche Seite.
In Still Alice (dt. Mein Leben ohne Gestern) (seit der Verfilmung Still Alice – Mein Leben ohne Gestern) von 2009 geht es um den Kampf der (fiktiven) Harvardprofessorin Alice Howland mit Alzheimer. Die Geschichte wird aus der Sicht von Alice erzählt.
Genovas zweiter Roman Left Neglected (dt. Mehr als nur ein halbes Leben) von 2011 handelt von Sarah Nickolsen, einer Frau, die nach einem Unfall unter visuellem Neglect leidet, das heißt, sie nimmt die linke Seite ihres Sichtfeldes nicht wahr; das Gehirn ignoriert diese Seite so gründlich, dass sie für Sarah einfach nicht existiert.
2012 veröffentlichte sie Love Anthony (dt. Der Liebe eine Stimme geben). Darin geht es um einen Jungen mit Autismus, der im Alter von acht Jahren starb. Seine Mutter zieht sich auf eine Insel zurück. Dort schließt sie Freundschaft mit einer Frau, die ihren Mann hinausgeworfen hat und nun einen Roman schreibt. Das Buch ist über einen Jungen mit Autismus und aus dessen Sicht geschrieben.
In Inside the O’Briens (dt. Ein guter Tag zum Leben) (2015) bekommt ein Bostoner Polizist und Familienvater die Diagnose Chorea Huntington. Die Geschichte wird nicht nur aus seiner Sicht erzählt, sondern auch aus der seiner Tochter Katie, die mit einer Wahrscheinlichkeit von 50 % ebenfalls diese unheilbare Krankheit hat und sich fragen muss, ob sie sich testen lassen will.
2018 erschien Every Note Played (dt. Im Traum höre ich dich spielen), ein Roman über einen berühmten Pianisten, der an Amyotropher Lateralsklerose (ALS) erkrankt. Seine Ex-Frau kehrt zu ihm zurück, um ihn zu pflegen. Während er gesundheitlich abbaut, finden die beiden Versöhnung, untereinander und mit ihrer erwachsenen Tochter.

## Auszeichnungen
- 2015: Pell Center Preis[21]
- 2015: Media Award des American College of Neuropsychopharmacology[22]
- 2015: RARE Champions of Hope Award[23]

## Veröffentlichungen
- Mein Leben ohne Gestern. Bastei Lübbe, Bergisch Gladbach 2009, ISBN 978-3-7857-6016-1 (englisch: Still Alice. New York 2009. Übersetzt von Veronika Dünninger).
  - 2009: Still Alice (Hörbuch, Audible, gelesen von Lisa Genova)
- Mehr als nur ein halbes Leben. Bastei Lübbe, Köln 2011, ISBN 978-3-7857-6057-4 (englisch: Left Neglected. New York 2011. Übersetzt von Veronika Dünninger).
- Der Liebe eine Stimme geben. Bastei Lübbe, Köln 2013, ISBN 978-3-7857-6099-4 (englisch: Love Anthony. New York 2012. Übersetzt von Veronika Dünninger).
- Ein guter Tag zum Leben. Bastei Lübbe, Köln 2016, ISBN 978-3-7857-2547-4 (englisch: Inside the O’Briens. New York 2015. Übersetzt von Veronika Dünninger).
- Im Traum höre ich dich spielen. Bastei Lübbe, Köln 2018, ISBN 978-3-7857-2630-3 (englisch: Every Note Played. New York 2018. Übersetzt von Anke Kreutzer).
  - 2018: Every Note Played (Hörbuch, Audible, Nachwort gelesen von Lisa Genova)

## Adaptionen
Christine Dunford adaptierte Mein Leben ohne Gestern 2013 für das Theater und inszenierte diese Adaption im Lookingglass Theatre in Chicago.
Mein Leben ohne Gestern wurde 2014 unter dem Titel Still Alice – Mein Leben ohne Gestern von Richard Glatzer und Wash Westmoreland mit Julianne Moore als Alice verfilmt. Moore erhielt für ihre Leistung in diesem Film mehrere Preise, darunter den Oscar und den Golden Globe.